# Lewi

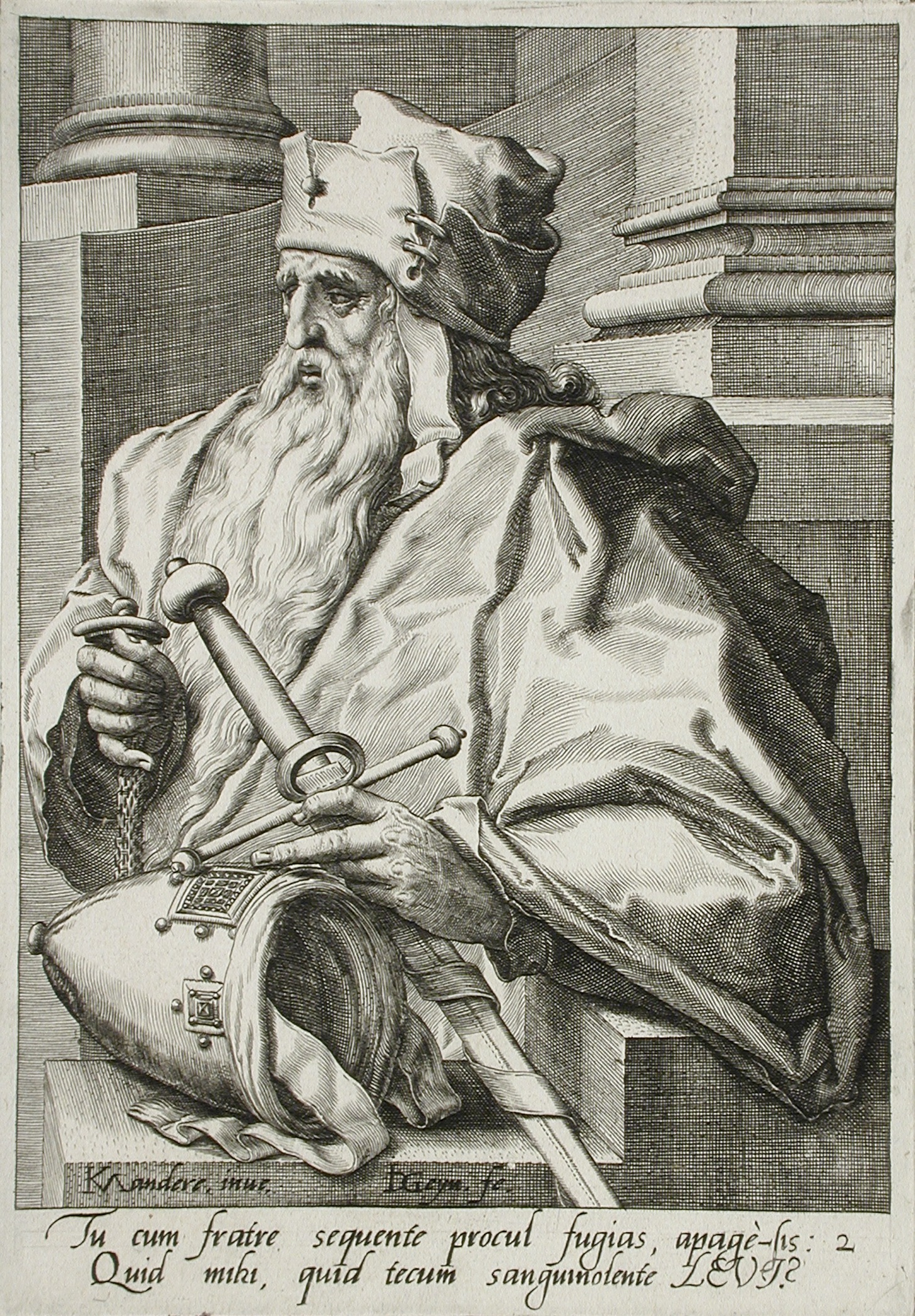
Lewi – na obrazie Jacoba de Gheyna II

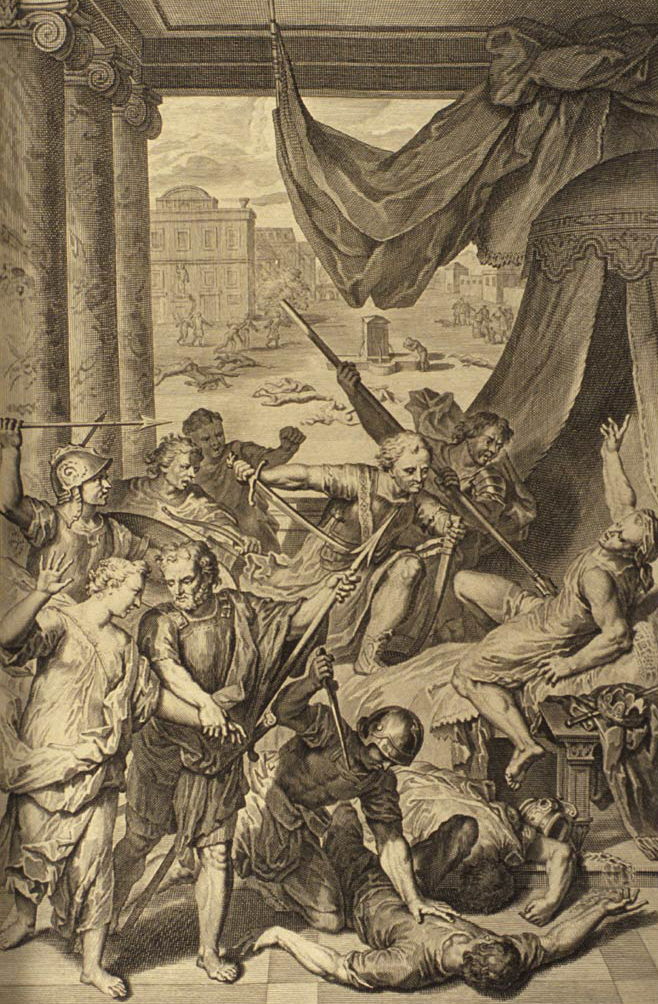
Lewi i Symeon na obrazie Gerarda Hoeta (1728)

Lewi (hebr. לֵוִי) – postać biblijna z Księgi Rodzaju.
Jest to trzeci syn Jakuba i Lei. Jego potomkowie utworzyli plemię Lewitów. Zostali oni wybrani na miejsce wszystkich pierworodnych Izraelitów, by służyć Bogu w Przybytku, a później w Świątyni.
Księga Rodzaju wspomina o Lewim przy okazji incydentu, do jakiego doszło w mieście Sychem. Jakub przybył do Sychem z zamiarem osiedlenia się. Pewnego dnia jego córka Dina wybrała się do miasta. Została tam porwana i zgwałcona przez syna tamtejszego władcy Chamora, który nosił imię Sychem (tak jak miasto). Chamor, ojciec Sychema przybył do Jakuba i jego synów z przeprosinami. Tłumaczył mu, że jego syn zakochał się w Dinie i prosi o jej rękę. Obiecał zapłacić rekompensatę. Oprócz tego zaprosił rodzinę Jakuba, by osiedliła się w jego ziemi i by jego synowie wzięli sobie za żony mieszkanki Sychem.
Lewi i jego brat Symeon oświadczyli wówczas, że wyrażają zgodę, ale by tak się stało – mężczyźni mieszkający w Sychem muszą się obrzezać. Chamor przystał na to. Gdy na trzeci dzień po obrzezaniu mężczyźni z Sychem „doznawali wielkiego bólu”, Symeon i Lewi wdarli się do bezbronnego miasta mordując wszystkich mężczyzn, a kobiety i dzieci uprowadzając w niewolę. Równocześnie złupili miasto ze wszelkich bogactw.
Jakub dowiedziawszy się o dokonanej zbrodni rzekł do synów: „Sprowadziliście na mnie nieszczęście, bo przez was będą mnie mieć w nienawiści mieszkańcy tego kraju, Kananejczycy i Peryzzyci […] jeżeli oni wystąpią razem przeciwko mnie, poniosę porażkę – zginę ja i cała moja rodzina”. Synowie odpowiedzieli: „Czyż [mieliśmy pozwolić na to, by] się obchodzono z naszą siostrą jak z nierządnicą?”.
Na łożu śmierci Jakub wyrzekł do Symeona i Lewiego następujące słowa:

Symeon i Lewi, bracia, narzędziami gwałtu były ich miecze. Do ich zmowy się nie przyłączę, z ich knowaniem nie złączę mej sławy, gdyż w gniewie swym mordowali ludzi (...). Przeklęty ten ich gniew, gdyż był gwałtowny i ich zawziętość, gdyż była okrucieństwem! (...)

Synami Lewiego byli Kehat, Gerszon i Merari, ponadto Lewi był dziadkiem Amrama oraz pradziadkiem Mojżesza.